# Biele skaly (Volovské vrchy)
Biele skaly (1252 m n.p.m.) - szczyt w Górach Wołowskich w Rudawach Spiskich, we wschodniej Słowacji.

## Położenie
Szczyt wznosi się w głównym grzbiecie Gór Wołowskich, rozdzielającym dorzecza Slanej na południowym zachodzie i Hnilca na północnym wschodzie, w grupie Złotego Stołu – najwyższej grupie tych gór. Znajduje się w miejscu, w którym ów grzbiet, biegnący z północnego zachodu na południowy wschód zmienia lokalnie swój kierunek na południowy.
Od północnego zachodu masyw Bielych skal ogranicza, położona w głównym grzbiecie Gór Wołowskich przełęcz o słowackiej nazwie Sedlo Krivé (1109 m n.p.m.). W kierunku południowym ten grzbiet opada długo, przez niewybitny Panský vrch (1058 m n.p.m.), na Úhornianske sedlo (999 m n.p.m.). Biele skaly są szczytem zwornikowym: w kierunku północno-wschodnim odbiega od nich szeroki, zrównany grzbiet na Hekerovą (1260 m n.p.m.), która z kolei jest zwornikiem dla dalszych grzbietów grupy, m.in. tego ze szczytem Zlatý stôl (1322 m n.p.m.).

## Opis
Wierzchołek Bielych skal ma formę kształtnej, nieco spłaszczonej kopuły. Stoki góry, opadające ku południowemu zachodowi są strome, słabo rozczłonkowane. Ma na nich źródła Krásnohorský potok. Podobnie wyglądają stoki wschodnie, opadające ku źródłowym ciekom potoku Úhorná (dopływ Smolníka). Natomiast stoki północne opadają łagodnie ku Hekerovej i kotlince, w której ma źródła Biely potok (dopływ potoku Stará voda). Masyw w większości porośnięty lasami, głównie świerkowymi, czasem z domieszką modrzewia. Po stronie północnej szerokie zrównanie biegnące ku Hekerovej pokrywają rozległe polany, zarastające dziś borówczyskami i wrzosem, lokalnie zajęte przez łany kosodrzewiny.

## Geologia
Masyw Bielych skal budują w znacznej większości średnioziarniste tufity tzw. warstw drnavskich, pochodzące ze starszego dewonu. Na północ od wierzchołka pojawiają się natomiast kwarcytowo-serycytowe fyllity z młodszego syluru.

## Turystyka
Wierzchołek Bielych skal nie jest praktycznie odwiedzany przez turystów. Natomiast ich kopułę szczytową trawersują od wschodu i północy czerwone   znaki głównego, najdłuższego szlaku turystycznego Słowacji – Cesta hrdinov SNP, od którego pod szczytem odgałęziają się żółte   znaki szlaku biegnącego przez Hekerovą do Smolníka.